# Sueños de robot (cuento)
Sueños de robot (Robot Dreams en inglés) es un cuento de ciencia ficción de Isaac Asimov, especialmente escrito para la colección de historias homónima (Sueños de robot) de 1986.

## Historia
Sueños de robot involucra a la doctora Susan Calvin, principal robopsicóloga en la compañía U. S. Robots. Una empleada de U.S Robots, la doctora Linda Rash, le informa a la doctora Calvin que uno de los robots de la compañía está experimentando sueños. La empleada revela que ella ha diseñado el cerebro del robot con un diseño de geometría fractal. La doctora Calvin cuestiona al robot sobre lo que ha soñado, y este le contesta que soñó que ve trabajar muy duro y de mala gana, a otros robots, pero que él no sueña a ningún hombre. 
Posteriormente la doctora Calvin vuelve a dejar "dormido" al Robot y después lo despierta para que le siga contando que fue lo que había soñado. En ese lapso de tiempo, el robot le cuenta que ve a un hombre que dice "¡Deja libre a mi gente!", la doctora le pregunta quién era el hombre, y el robot contesta: "Yo era el hombre". Inmediatamente, la doctora Calvin destruye al robot con un arma de electrones, porque sin quererlo, al construir el cerebro del robot, la doctora Linda había alertado a Susan Calvin de la existencia de una parte escondida en el cerebro positrónico de los robots, que no estaba bajo el control de las tres leyes de la robótica, y que podría haber despertado, a la larga en varios de ellos, cuando sus cerebros fueran más complejos.
| Predecesor                                           | Premios de Sueños de robot                | Sucesor              |
| ---------------------------------------------------- | ----------------------------------------- | -------------------- |
| With Virgil Oddum at the East Pole de Harlan Ellison | Premio Locus al mejor relato corto (1987) | Angel de Pat Cadigan |

- Datos: Q583366